# Visiting Hours
«Visiting Hours» (с англ. — «Часы посещения») — песня британского певца Эда Ширана, вышедшая 19 августа 2021 года в качестве двенадцатого трека и первого промосингла его предстоящего пятого студийного альбома =. Песня посвящена памяти умершего австралийского музыкального промоутера Майкла Гудински. Продюсировали трек Эд Ширан и Джонни Макдэйд. Музыканты Кайли Миноуг и Джимми Барнс также исполняют бэк-вокал в песне.

## История
2 марта 2021 года австралийский музыкальный промоутер Майкл Гудински скончался во сне в возрасте 68 лет. Он был одним из лидеров музыкальной индустрии Австралии, потомком русских евреев, приехавших сюда в 1948 году. Ширан впервые исполнил «Visiting Hours» на похоронах Гудинского 24 марта 2021 года как дань уважения ему в Австралии, устроив эмоциональное выступление. Близкие друзья и коллеги-музыканты Гудинского, Кайли Миноуг и Джимми Барнс, также исполняют бэк-вокал в песне. Ширан закончил работу над песней во время двухнедельного обязательного карантина из-за пандемии COVID-19 и своего решения поехать в Австралию. 19 августа 2021 года Ширан выпустил песню в качестве промо-сингла и анонсировал альбом. Видео с живым выступлением, которое было снято в церкви Святого Стефана в Хампстеде (район Лондона), также было выпущено вместе с песней. Ширан заявил, что он «закончил писать эту песню, впервые переживая настоящую скорбь, и для меня это одна из самых важных песен на =».

## Композиция
С лирической точки зрения «Visiting Hours» — это ода покойному Майклу Гудински, австралийскому музыкальному промоутеру. Последний сингл 30-летнего хит-мейкера охватывает темы утраты, любви, преодоления горя. Эд поёт о времени и о том, как он извлек уроки на всю жизнь, полученные от своего умершего друга, который был для него как отец. В первом куплете Ширан упоминает свою и его жены Черри Сиборн дочь Лайру Антарктику Сиборн Ширан (род. август 2020), желая, чтобы Гудински встретился с ней: «Я бы хотел, чтобы у Небес были часы посещения / Чтобы я мог просто появиться и принеси новости / Что она подрастает, и я хочу, чтобы ты с ней познакомился / То, чему она научится у меня, я получил всё от тебя».

## Музыкальное видео
Официальное видео его выступления вышло 19 августа 2021 года на аккаунте Ширана на канале YouTube.

## Участники записи
По данным сервиса Tidal.
- Эд Ширан — вокал, автор, продюсер
- Джонни Макдэйд — автор, продюсер, звукоинженер, бэк-вокал
- Parisi — дополнительный продакшн
- Джош МакДэйд — бэк-вокал
- Эйн МакДэйд — бэк-вокал
- Полин МакДэйд — бэк-вокал
- Маев МакДэйд — бэк-вокал
- Кайли Миноуг — бэк-вокал
- Джимми Барнс — бэк-вокал
- Джимми Карр — бэк-вокал
- Ant Clemons — автор
- Майкл Поллак — автор
- Эми Уэдж — автор
- Скотт Картер — автор
- Ким Ланг Смит — автор
- Грэм Арчер — звукозапись
- Уилл Рейнольдс — помощник звукоинженера
- Spike Stent — сведение
- Чарли Холмс — помощник по сведению
- Киран Бирдмор — помощник по сведению
- Мэтт Волах — помощник по сведению
- Стюарт Хоукс — мастеринг

## Чарты
| Чарт (2021)                         | Высшая позиция |
| ----------------------------------- | -------------- |
| Австралия (ARIA)                    | 3              |
| Австрия (Ö3 Austria Top 40)         | 28             |
| Канада (Billboard Canadian Hot 100) | 31             |
| Чехия (Singles Digitál Top 100)     | 51             |
| Дания (Tracklisten)                 | 16             |
| Германия (GfK)                      | 46             |
| Мир (Billboard Global 200)          | 21             |
| Ирландия (IRMA)                     | 8              |
| Италия (FIMI)                       | 68             |
| Литва (AGATA)                       | 44             |
| Нидерланды (Single Top 100)         | 52             |
| Новая Зеландия (Recorded Music NZ)  | 11             |
| Норвегия (VG-lista)                 | 9              |
| Словакия (Singles Digitál Top 100)  | 33             |
| Швеция (Sverigetopplistan)          | 16             |
| Швейцария (Schweizer Hitparade)     | 8              |
| Великобритания (UK Singles Chart)   | 5              |
| США (Billboard Hot 100)             | 75             |